# Sven-Eric Liedman
Sven-Eric Liedman (ur. 1 czerwca 1939 w Karlskronie) – szwedzki pisarz i historyk.
Był synem pastora luterańskiego Kościoła Szwecji. W latach 1942–1950 jego rodzina mieszkała na plebanii w Vittskövle. Jego edukacja odbywała się w sposób nieregularny, częściowo w trybie korespondencyjnym. W 1959 roku ukończył pierwszy stopień studiów na Uniwersytecie w Lund, koncentrując się na literaturze i filozofii. Wykładowcą, który wywarł największy wpływ na Liedmana był Gunnar Aspelin, profesor filozofii teoretycznej. Po jego przejściu na emeryturę, Liedman zdecydował się na zmianę obszaru zainteresowań i zajął się historią idei. Naukę kontynuował na Uniwersytecie w Göteborgu. Tam, w 1966 roku, uzyskał stopień doktora. Tematem jego rozprawy były powiązania filozofii i biologii w Niemczech w pierwszej połowie XIX wieku.
Z braku wolnego etatu dla naukowca tej specjalności, Liedman podjął pracę jako redaktor w wydawanym w Malmö dzienniku Sydsvenskan. Rozstał się z gazetą w 1968 roku, po konflikcie z jej kierownictwem. Powrócił do pracy akademickiej, w 1979 roku objął stanowisko profesora na Uniwersytecie w Göteborgu.

## Nagrody[1]
- 1997 – Augustpriset
- 2002 – Kellgrenpriset
- 2005 – Lotten von Kræmers pris (125 000 koron szwedzkich)[2]
- 2008 – Nagrodą Nordycką Akademii Szwedzkiej (2008)
- 2018 – Rettigska priset

## Wybrane publikacje
- Samtidskänslan, (1965)
- En värld att vinna: aspekter på den unge Karl Marx, (1968)
- Från Platon till Lenin; De politiska idéernas historia (1972)
- Motsatsernas spel: Friedrich Engels’ filosofi och 1800-talets vetenskaper (1977)
- Surdeg: en personlig bok om idéer och ideologier, (1980)
- Frihetens herrar, frihetens knektar: ideologier på 1980-talet (1982)
- Utmätning: essäer och personliga betraktelser om samtiden (1993)
- I skuggan av framtiden (1997)
- Att se sig själv i andra: om solidaritet (1999)
- Ett oändligt äventyr, (2001)
- Tankens lätthet, tingens tyngd: om frihet (2004)
- Stenarna i själen, (2006)
- Blickar tillbaka (2008)
- Hets! En bok om skolan (2011)
- Livstid (2013)
- Karl Marx: En biografi (2015)